# Palaeorhiza cylindrica
Palaeorhiza cylindrica là một loài Hymenoptera trong họ Colletidae. Loài này được Hirashima mô tả khoa học năm 1975.